# Karin Stjernholm Ræder
Karin Gertrud Stjernholm Ræder, född 6 december 1915 i Stockholm, död 2 januari 2010 i Göteborg, var en svensk barnboksförfattare och illustratör. Hon illustrerade Eva Bexells böcker om morfar prosten. Hon var som författare mest känd för böckerna om Rut-Emma och hennes vänner.

## Biografi
Stjernholm Ræder föddes i Stockholm men kom till Göteborg som tioåring. Hon växte upp i en köpmansfamilj och hade inga förebilder i släkten när det gällde konstnärlig verksamhet. Hon studerade några år vid bland annat Lunds universitet. Hon fick dock aldrig någon formell konstskoleutbildning utan var självlärd som tecknare. Hon tillbringade några år på sanatorium efter studierna sedan det vid en hälsokontroll konstaterats att hon hade tbc.
Skrev gjorde Stjernholm Ræder redan under skolgången i flickläroverket. Hon debuterade som 22-åring med novellsamlingen Andra, 1947. Under tiden när barnen växte upp fanns det inte tid för skrivandet. Först 30 år senare kom hennes nästa debut, nu som barnboksförfattare och då med inte mindre än fyra böcker. Bland dem finns hennes mest kända bok, Rut-Emma själv, 1977, den första av fem med samma huvudperson. Den sista Rut-Emma-boken, Rut-Emma, nästan nio, utkom 1989. Sin bana som illustratör av andras barnböcker inledde Stjernholm Ræder 1976 med bilder till en bok av Lennart Hellsing, Bro, bro, breja, och till Eva Bexells första bok i serien om morfar prosten, Prostens barnbarn.
Böckerna om Rut-Emma och hennes familj har sin utgångspunkt i författarens barndomsmiljö under 1920-talet. Den första boken har drag av småstaden i Danmark där hon tillbringade somrarna. Rut-Emma, som är mellanbarn, har två systrar och känner sig ofta i skymundan av dem. Pappan ger sig iväg men återkommer så småningom; mamman får under hans bortovaro försörja sig och flickorna genom att måla änglar. Böckerna skildrar Rut-Emmas uppväxt fram till hon är nio år. Texten blir rikhaltigare från bok till bok och serien byter genre från bilderbok till barnroman.
Tre böcker om Manfred med teaterdrömmar som utkom på 1980-talet har handlingen förlagd till Stjernholm Ræders mammas barndom i Göteborg. I likhet med författaren ådrar sig Manfred tbc i en fattig miljö, men överlever. I sista boken är han expedit i en manufakturaffär.
Hennes författarskap omfattar både realistiska berättelser och nonsens, absurdism och idyll. Hennes illustrationer är skänkta till Göteborgs konstmuseum. Hon var med om att starta föreningen Barnboksbildens Vänner 1989. Stjernholm Ræder avled i Göteborg 2010 och är begravd på Kvibergs kyrkogård.